# Phil Hellmuth
Phillip Jerome Hellmuth (16 de julio de 1964, Madison, Wisconsin, Estados Unidos) es uno de los jugadores de póquer con más éxito de todos los tiempos. Tiene el récord de dieciséis brazaletes (superando así a Doyle Brunson y Johnny Chan) y ha acumulado una fortuna superior a $6 millones de dólares cobrados en más de 100 eventos. Uno de sus brazaletes lo obtuvo al ganar el campeonato de 1989 con apenas 24 años.

## Brazaletes de la Serie Mundial de Póquer
Sus triunfos en la Serie Mundial de Póquer, incluyen los siguientes eventos:
| Año   | Torneo                                      | Premio (US$)            |
| ----- | ------------------------------------------- | ----------------------- |
| 1989  | $10,000 No Limit Hold'em World Championship | $755,000                |
| 1992  | $5,000 Limit Hold'em                        | $168,000                |
| 1993  | $1,500 No Limit Hold'em                     | $161,400                |
| 1993  | $2,500 No Limit Hold'em                     | $173,000                |
| 1993  | $5,000 Limit Hold'em                        | $138,000                |
| 1997  | $3,000 Pot Limit Hold'em                    | $204,000                |
| 2001  | $2,000 No Limit Hold'em                     | $316,550                |
| 2003  | $2,500 Limit Hold'em                        | $171,400                |
| 2003  | $3,000 No Limit Hold'em                     | $410,860                |
| 2006  | $1,000 No Limit Hold'em with rebuys         | $631,863                |
| 2007  | $1,500 No Limit Hold'em                     | $637,254                |
| 2012  | $2,500 Seven Card Razz                      | $182,793                |
| 2012E | €10,450 WSOPE No Limit Hold'em Main Event   | €1,022,376 ($1,333,841) |
| 2015  | $10.000 Razz Championship                   | $271,105                |
| 2018  | $5,000 No-Limit Hold'em (30 minute levels)  | $485,082                |

## Actividades relacionadas con el póquer
Hellmuth ha hecho varios videos relacionados con el póquer, incluidos los llamados Ultimate White To Black Belt Course y Phil Hellmuth's Million Dollar Poker Secrets (Secretos del millón de dólares de póquer por Hellmuth). Ha escrito muchos artículos para la revista Cardplayer y varios libros de póquer, incluyendo Play Poker like the Pros (Juega póquer como los profesionales) Bad Beats and Lucky Draws (Mala suerte y proyectos con suerte) The Greatest Poker Hands ever Played (Las mejores manos de póquer mejor jugadas) y Poker Brat, que contienen material autobiográfico así como consejos de póquer. En mayo de 2004 Hellmuth se asoció con Oasys Mobile para el lanzamiento de Texas Hold'em por Phil Hellmuth. En ese tiempo era uno de los 10 juegos más populares para varios jugadores en teléfonos celulares. En la primavera del 2006, Hellmuth reemplazó a Phil Gordon como comentarista en el programa Celebrity Poker Showdown. Junto a Annie Duke, Hellmuth es entrenador de póquer en el programa de Fox Sports Network’s Best Damn Poker Show, que es patrocinado por el sitio web Ultimatebet.net.
Además, ha escrito cuatro libros, algunos con más fama que otros. Su libro más aclamado ha sido Play Poker Like the Pros, los otros tres tienen como título, Phil Hellmuth Presents Read 'Em and Reap, Phil Hellmuth's Texas Hold 'Em, y por último Bad Beats and Lucky Draws en el que repasa sus jugadas más célebres.

## Vida privada
Hellmuth nació en Madison, Wisconsin y asistió a la Universidad de Wisconsin-Madison por tres años antes de retirarse para jugar a tiempo completo. Actualmente vive en Palo Alto, California, con su esposa Katherine Sanborn (psiquiatra de la Universidad de Stanford) y sus dos hijos, Phillip y Nicholas. Katherine Sanborn jugó en el evento para mujeres de la Serie Mundial de Póquer del 2005, siendo eliminada por la eventual campeona Jennifer Tilly.